# Тольйон (Кезький район)
Тольйо́н (рос. Тольён) — присілок в Кезькому районі Удмуртії, Росія.
Населення — 27 осіб (2010; 43 в 2002).
Національний склад станом на 2002 рік:
- удмурти — 91 %

Урбаноніми:
- вулиці — Миру, Праці